# Sylvia curruca

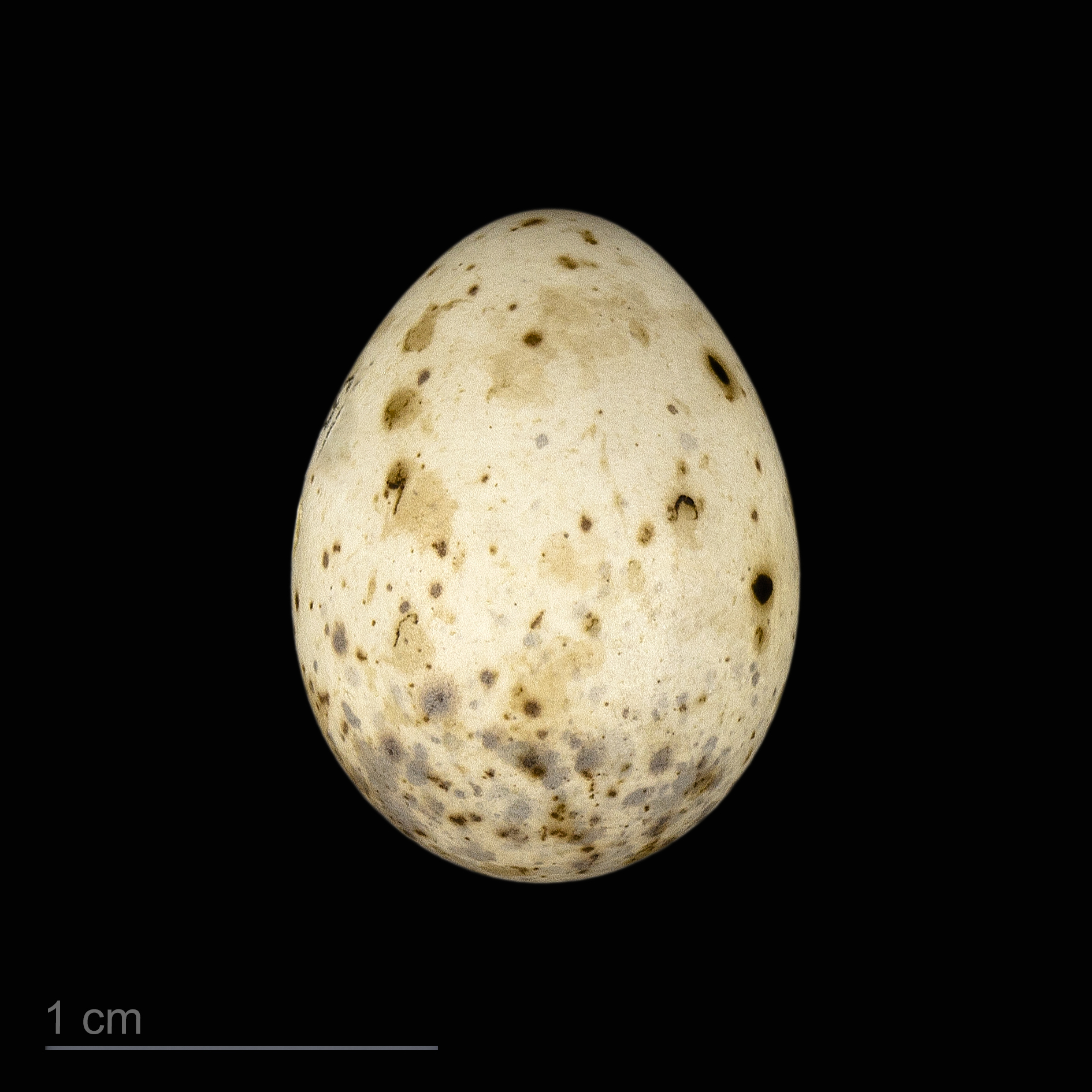
Curruca curruca - MHNT

La curruca zarcerilla (Sylvia curruca) es una especie de ave paseriforme de la familia sylviidae.

## Descripción
Esta pequeña ave presenta una longitud de unos 12 a 14 cm. Pico y patas en tono grisáceo oscuro. Su plumaje es apagado y no colorido, siendo este de color gris por la cabeza hasta debajo de los ojos, y adquiere un tono parduzco conforme describimos las partes más inferiores. Las alas son lo más pardo. La garganta desde el pico y el pecho son de color blanco.

## Hábitat
Habita matorral denso, que puede ser espinoso, así como setos, bosques de montaña, espacios con maleza y vegetación arbustiva, incluso parques y jardines, tanto como jóvenes coníferas. 

## Dieta
Esta curruca ingiere principalmente arañas, bayas, así como insectos y sus larvas.

## Distribución
- Mundial:

Se reproduce en los territorios templados de Europa, excepto en el sudoeste. También se reproduce en Asia occidental y central. Es fuertemente migratorio, invernante en zonas de África.
- España:

No nidificante. Migrador escaso por la península ibérica, por donde pasa sobre todo en otoño, y con mayor frecuencia por el mediterráneo. Mínima cantidad de invernantes. Se localiza accidentalmente en Baleares. No observado en Canarias.